# Альдунате, Хосе
Хосе Альдунате Лион (исп. José Aldunate Lyon; 5 июня 1917, Сантьяго — 28 сентября 2019) — чилийский священник-иезуит, правозащитник и общественный деятель.

## Биография
Учился в Папском Григорианском университете в Риме и в Католическом университете Левена в Бельгии. Преподавал в Папском Католическом университете Чили. Сторонник теологии освобождения, поддерживал профсоюзное движение и работал в рабочей среде. Как «рабочий священник», за день до военного переворота 11 сентября 1973 года нанялся на работу плотником.
Был активным оппозиционером диктатуре Аугусто Пиночета, выступая за ненасильственное сопротивление. В 1983 году возглавил Движение против пыток имени Себастьяна Асеведо (названное в память о простом рабочем, который совершил самосожжение в знак протеста против похищения его детей спецслужбами и их последующей «пропажи без вести»).
В 2016 году стал лауреатом Национальной премии по защите прав человека.